# Koiranen GP
Koiranen GP, también conocido como Koiranen bros. Motorsport, es un equipo de automovilismo finlandés con sede en Barcelona, España. Actualmente actúa como promotor en SMP Fórmula 4, el Campeonato de España de F4 y Fórmula Academia de Finlandia.

## Historia

### Inicios
El equipo fue fundado en 1997 por los hermanos Marko y Jari Koiranen. Se unieron al Campeonato de Finlandia de  Fórmula 4 el mismo año, y también compitieron en el Masters Nórdico de Fórmula 3 y Fórmula 3 Finlandesa.

### Fórmula Renault
En 2003, Koiranen Motorsport se unió al Campeonato Alemán de Fórmula Renault, antes de expandir su programa de Fórmula Renault para incluir la Eurocopa de Fórmula Renault 2.0. Tuvieron su primer éxito cuando Valtteri Bottas finalizó tercero en la Copa de Europa del Norte de Fórmula Renault 2.0 en 2007. El equipo ganó su primer título en 2010, cuando Kevin Korjus ganó la Eurocopa.
En 2011, el Equipo Júnior de Red Bull comenzó a colaborar con el equipo finlandés. Daniil Kvyat y Carlos Sainz Jr. se unieron para la Eurocopa de Fórmula Renault 2.0 y NEC. En la última, Sainz logró el Campeonato de Pilotos y con la ayuda de Kvyat ambos ganaron el Campeonato de Equipos. También reclamaron el trofeo de los equipos en la Eurocopa. Kvyat permaneció con el equipo durante el próximo año y obtuvo el Campeonato de Pilotos en la nueva serie de Fórmula Renault 2.0 Alpes.
En 2012, Koiranen fue uno de los 18 equipos en hacer una oferta para una de las posiciones vacantes en la parrilla de Fórmula Renault 3.5, el nivel más alto de los campeonatos de Fórmula Renault. El equipo no tuvo éxito, perdiendo ante DAMS y Arden Caterham, pero se colocó en una lista de reserva, otorgándoles entrada automática a la cuadrícula en caso de que alguno de los trece equipos existentes no estuvieran listos a tiempo. 
2015 fue la última temporada del equipo en Fórmula Renault. A partir de 2016, Koiranen se centrará en GP3 Series y en Fórmula 4.

### GP3 Series
Koiranen GP reemplazó a Ocean Racing Technology en GP3 Series a partir de 2013. Sus pilotos al comienzo de la temporada fueron Patrick Kujala, Aaro Vainio y Kevin Korjus. Vainio fue reemplazado por el excampeón de Fórmula 2 Dean Stoneman en las últimas dos carreras de la temporada. Koiranen GP terminó su temporada inaugural con el tercer lugar en el Campeonato de Equipos.
Para la temporada 2014, Koiranen cambió su línea de pilotos. Los nuevos pilotos fueron Carmen Jordá, Jimmy Eriksson y Santiago Urrutia. Dean Stoneman fue llevado nuevamente a mitad de temporada luego de que Marussia Manor Racing se retirara antes del fin de semana del Gran Premio de Rusia de Fórmula 1. Stoneman reemplazó a Jordá para las cuatro carreras restantes de la temporada. El equipo se ubicó en el 4.º lugar en el Campeonato de Equipos.
Koiranen retuvo a Eriksson para la temporada 2015 y lo emparejó con Adderly Fong y el graduado de Formula Renault Matt Parry. Koiranen incorporó al piloto de la Eurocopa de Fórmula Renault 2.0, Matevos Isaakyan, para reemplazar a Fong en las últimas cuatro carreras de la temporada. Koiranen repitió los resultados de la temporada pasada, terminando cuarto nuevamente.
Koiranen retuvo a Parry e Isaakyan para la temporada 2016. Se unieron con Mahaveer Raghunathan y Ralph Boschung. Boschung y Parry obtuvieron victorias para el equipo en las rondas en Red Bull Ring y Hungaroring, respectivamente, y el equipo terminó quinto en el Campeonato de Equipos.
En 2017, el equipo abandonó la categoría tras cuatro temporadas.

## Resultados

### GP3 Series
(Clave) (negrita indica pole position) (cursiva indica vuelta rápida puntuable)

| Año  | Chasis                          | Neu. | N.º | Pilotos              | 1   | 1   | 2   | 2   | 3   | 3   | 4   | 4   | 5   | 5   | 6   | 6   | 7   | 7   | 8   | 8   | 9   | 9   | Puntos | Pos. | Ref.   |
| ---- | ------------------------------- | ---- | --- | -------------------- | --- | --- | --- | --- | --- | --- | --- | --- | --- | --- | --- | --- | --- | --- | --- | --- | --- | --- | ------ | ---- | ------ |
| 2013 | Dallara GP3/13 AER 3.4 L        | P    |     |                      | BAR | BAR | VAL | VAL | SIL | SIL | NÜR | NÜR | BUD | BUD | SPA | SPA | MNZ | MNZ | YMC | YMC |     |     | 207    | 3.º  | [ 12 ] |
| 2013 | Dallara GP3/13 AER 3.4 L        | P    | 26  | Patrick Kujala       | Ret | 16  | 21  | 15  | Ret | EX  | 13  | 13  | 14  | 11  | 13  | 20  | 10  | 12  | 8   | 19  |     |     | 207    | 3.º  | [ 12 ] |
| 2013 | Dallara GP3/13 AER 3.4 L        | P    | 27  | Aaro Vainio          | 5   | 1   | 7   | 2   | 11  | 8   | 14  | 11  | 1   | 9   | 20  | 22† | 16  | 13  |     |     |     |     | 207    | 3.º  | [ 12 ] |
| 2013 | Dallara GP3/13 AER 3.4 L        | P    | 27  | Dean Stoneman        |     |     |     |     |     |     |     |     |     |     |     |     |     |     | 6   | 2   |     |     | 207    | 3.º  | [ 12 ] |
| 2013 | Dallara GP3/13 AER 3.4 L        | P    | 28  | Kevin Korjus         | 8   | 2   | 3   | 6   | 2   | 9   | 20† | 15  | 7   | 3   | 4   | 5   | 6   | 5   | 12  | 12  |     |     | 207    | 3.º  | [ 12 ] |
| 2014 | Dallara GP3/13 AER 3.4 L        | P    |     |                      | BAR | BAR | SPI | SPI | SIL | SIL | HOC | HOC | BUD | BUD | SPA | SPA | MNZ | MNZ | SOC | SOC | YMC | YMC | 200    | 4.º  | [ 13 ] |
| 2014 | Dallara GP3/13 AER 3.4 L        | P    | 7   | Carmen Jordá         | Ret | Ret | 20  | 21  | 24  | 17  | Ret | 22  | 25  | 25  | 17  | Ret | 20  | 21  |     |     |     |     | 200    | 4.º  | [ 13 ] |
| 2014 | Dallara GP3/13 AER 3.4 L        | P    | 7   | Dean Stoneman        |     |     |     |     |     |     |     |     |     |     |     |     |     |     | 1   | 2   | 1   | Ret | 200    | 4.º  | [ 13 ] |
| 2014 | Dallara GP3/13 AER 3.4 L        | P    | 8   | Jimmy Eriksson       | 2   | 6   | 3   | 2   | 1   | Ret | 7   | 15  | 10  | 16  | Ret | 19  | 1   | 8   | 4   | 16  | 10  | 5   | 200    | 4.º  | [ 13 ] |
| 2014 | Dallara GP3/13 AER 3.4 L        | P    | 9   | Santiago Urrutia     | 21  | 13  | 16  | 12  | Ret | 14  | 22  | 18  | 12  | Ret | 13  | 18  | Ret | 15  | 14  | 12  | 11  | 12  | 200    | 4.º  | [ 13 ] |
| 2015 | Dallara GP3/13 AER 3.4 L        | P    |     |                      | BAR | BAR | SPI | SPI | SIL | SIL | BUD | BUD | SPA | SPA | MNZ | MNZ | SOC | SOC | SAK | SAK | YMC | YMC | 195    | 4.º  | [ 14 ] |
| 2015 | Dallara GP3/13 AER 3.4 L        | P    | 10  | Adderly Fong         | 17  | 21  | 17  | 12  | 12  | 14  | 15  | 11  | 15  | 9   |     |     | 15  | 18  |     |     |     |     | 195    | 4.º  | [ 14 ] |
| 2015 | Dallara GP3/13 AER 3.4 L        | P    | 10  | Matevos Isaakyan     |     |     |     |     |     |     |     |     |     |     |     |     |     |     | Ret | 14  | 9   | 12  | 195    | 4.º  | [ 14 ] |
| 2015 | Dallara GP3/13 AER 3.4 L        | P    | 11  | Jimmy Eriksson       | 6   | 2   | 20† | 10  | 5   | 4   | 6   | 6   | 13  | 16  | 5   | 5   | 8   | 1   | 5   | 7   | 3   | 5   | 195    | 4.º  | [ 14 ] |
| 2015 | Dallara GP3/13 AER 3.4 L        | P    | 12  | Matt Parry           | 13  | 9   | 13  | 7   | 3   | 5   | 5   | 3   | Ret | Ret | DSQ | Ret | 7   | Ret | 11  | 3   | 6   | 24  | 195    | 4.º  | [ 14 ] |
| 2016 | Dallara GP3/16 Mecachrome 3.4 L | P    |     |                      | BAR | BAR | SPI | SPI | SIL | SIL | BUD | BUD | HOC | HOC | SPA | SPA | MNZ | MNZ | KUA | KUA | YMC | YMC | 147    | 5.º  | [ 15 ] |
| 2016 | Dallara GP3/16 Mecachrome 3.4 L | P    | 14  | Matt Parry           | 12  | 20  | 6   | 7   | 4   | 16  | 1   | 5   | 3   | 7   | Ret | Ret | 9   | 17  | 9   | 4   | Ret | 12  | 147    | 5.º  | [ 15 ] |
| 2016 | Dallara GP3/16 Mecachrome 3.4 L | P    | 15  | Mahaveer Raghunathan | 23  | 24  |     |     |     |     |     |     |     |     |     |     |     |     |     |     |     |     | 147    | 5.º  | [ 15 ] |
| 2016 | Dallara GP3/16 Mecachrome 3.4 L | P    | 16  | Matevos Isaakyan     | 11  | 6   | Ret | Ret | 21  | 18  | 12  | 8   | Ret | 13  | 8   | 4   | Ret | Ret | 15  | 14  | Ret | 16  | 147    | 5.º  | [ 15 ] |
| 2016 | Dallara GP3/16 Mecachrome 3.4 L | P    | 17  | Ralph Boschung       | 10  | 10  | 4   | 1   | 6   | 12  | 5   | 22  | 15  | Ret |     |     | 18  | 9   |     |     |     |     | 147    | 5.º  | [ 15 ] |
| 2016 | Dallara GP3/16 Mecachrome 3.4 L | P    | 17  | Niko Kari            |     |     |     |     |     |     |     |     |     |     | Ret | 14  |     |     |     |     |     |     | 147    | 5.º  | [ 15 ] |